# Blakea granatensis
Blakea granatensis är en tvåhjärtbladig växtart som beskrevs av Charles Victor Naudin. Blakea granatensis ingår i släktet Blakea och familjen Melastomataceae. Inga underarter finns listade i Catalogue of Life.